# Kiggelaria
Kiggelaria é um género botânico pertencente à família Achariaceae.

## Espécies
Apresenta nove espécies:
| - Kiggelaria africana - Kiggelaria dregeana - Kiggelaria ferruginea - Kiggelaria flavo - Kiggelaria glandulosa | - Kiggelaria grandifolia - Kiggelaria hylophila - Kiggelaria integrifolia - Kiggelaria serrata |

## Classificação do gênero
| Sistema | Classificação                   | Referência               |
| ------- | ------------------------------- | ------------------------ |
| Linné   | Classe Dioecia, ordem Decandria | Species plantarum (1753) |